# Adrien Demont

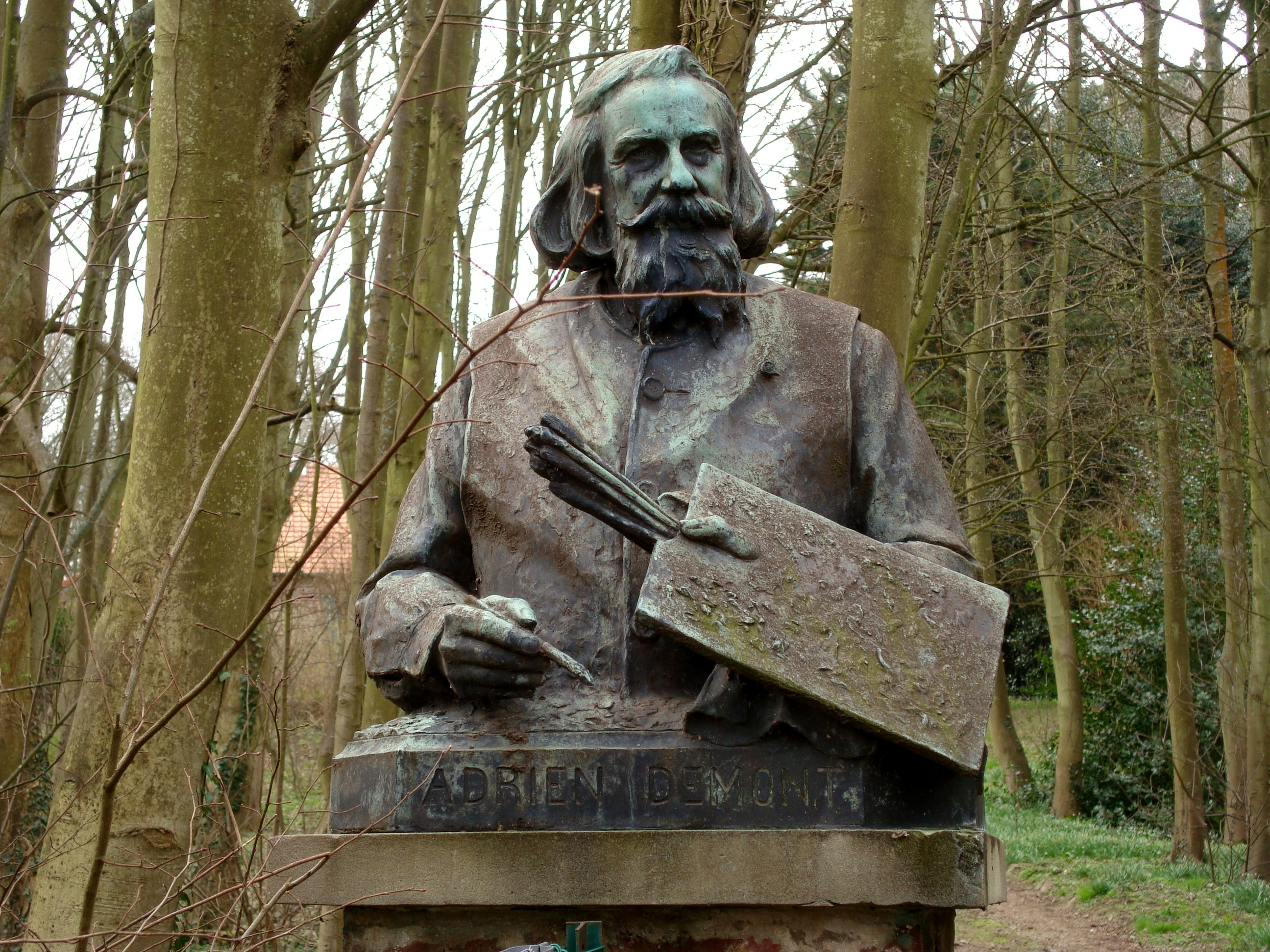
Buste d'Adrien Demont à Wissant

Adrien Louis Demont, né le 25 octobre 1851 à Douai, et mort le 25 octobre 1928 à Wissant, est un peintre français.

## Biographie

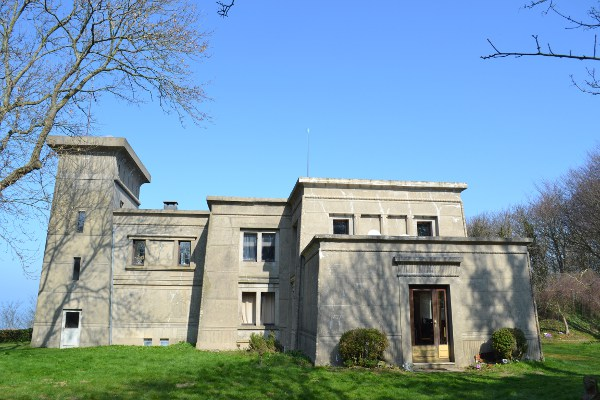
Villa Le Typhonium, de style néo-égyptien, demeure d'Adrien Demont à Wissant

Après avoir commencé des études de droit, il s'engage comme volontaire pour la guerre franco-allemande de 1870.
À son retour à Douai, il se consacre à la peinture, en particulier de paysages. Il a une première formation artistique à Douai, collabore avec Émile Breton, rencontre en 1871 Camille Corot venu dans la région de Douai, puis vient à Paris, où il travaille dans l'atelier de Joseph Blanc.
Il épouse en 1880 la fille du peintre Jules Breton, qui portera désormais le nom de Virginie Demont-Breton. Ils eurent ensemble trois filles, Louise, Adrienne et Éliane. Le couple s'installe d'abord à Montgeron puis, en 1881, découvre le village de Wissant sur la Côte d'Opale, entre les caps Blanc-Nez et Gris-Nez, où par la suite il vient résider, faisant alors construire une villa néo-égyptienne, le Typhonium, en 1891,. Avec sa femme, il y peint les landes et les pêcheurs de Wissant. En 1890, il devient membre du jury et du comité du Salon des artistes français.
Un cercle d'élèves se forme autour du couple, parmi lesquels Georges Maroniez, Fernand Stiévenart, Henri Duhem et Valentine Pèpe de Douai et Félix Planquette d'Arras. Ces artistes se retrouvent à l'École de Wissant, vers 1890 jusqu'à la Première Guerre mondiale. En 1905, il est nommé Rosati d'honneur.
Médaille d'or aux Expositions universelles de 1889 et 1900, une exposition générale de ses œuvres est organisée en 1912 à la Galerie Georges Petit,.
Adrien Demont fait paraître en 1927 à Arras un livre de souvenirs : Souvenances. Promenades à travers ma vie, rempli de renseignements sur la vie dans le nord de la France, et sur le milieu artistique.
Des œuvres d'Adrien Demont sont conservées au palais des Beaux-Arts de Lille, au musée des Beaux-Arts d'Arras, et dans les musées de Douai, Saint-Omer, Valenciennes et Évreux.

## Distinctions
- Officier de la Légion d'honneur.

## Galerie

Œuvres d'Adrien Demont
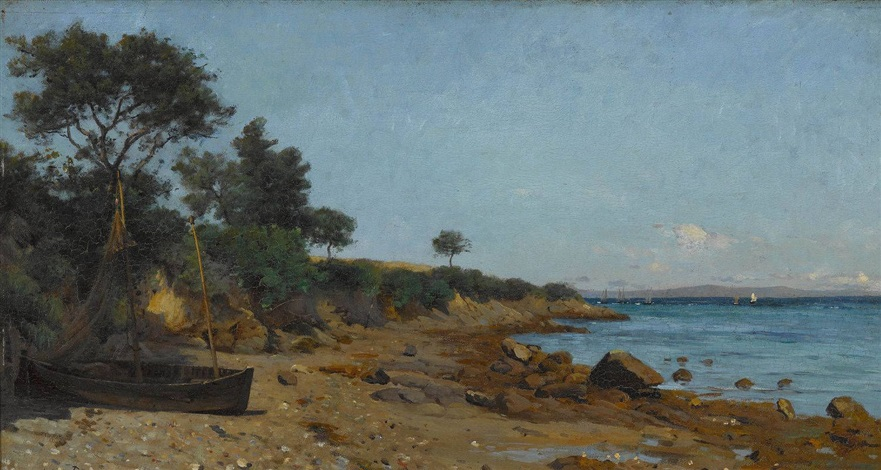
Bateau de pêche sur les rochers, 1880
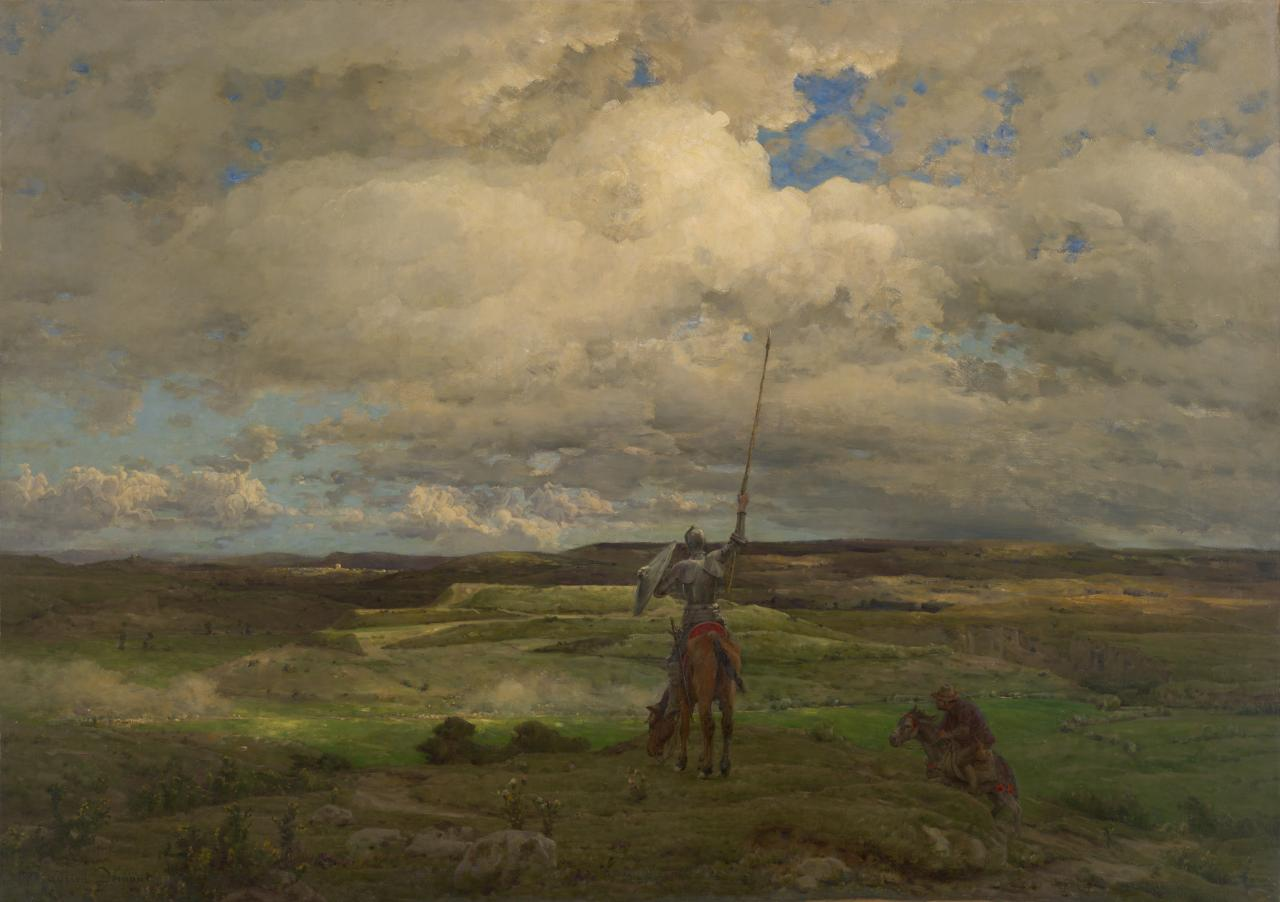
Don Quichotte, 1893